# (2137) Priscilla
(2137) Priscilla (1936 QZ) – planetoida z pasa głównego asteroid okrążająca Słońce w ciągu 5,68 lat w średniej odległości 3,18 au. Odkryta 24 sierpnia 1936 roku.